# Jean Cocteau
Pour les articles homonymes, voir Cocteau (homonymie).
Jean Cocteau, né le 5 juillet 1889 à Maisons-Laffitte (Seine-et-Oise) et mort le 11 octobre 1963 dans sa maison à Milly-la-Forêt (Seine-et-Oise), est un poète, peintre, dessinateur, dramaturge et cinéaste français.
Élu à l'Académie française en 1955 et comptant parmi les artistes qui ont marqué la première moitié du XXe siècle, il a côtoyé la plupart de ceux qui ont animé la vie artistique de son époque en France. Imprésario de son temps, lanceur de modes, Cocteau est également qualifié de bon génie par d'innombrables artistes et amis. Louis Aragon évoquait un « poète-orchestre ».

## Biographie

### Jeunesse
Fils de Georges Alfred Cocteau, avocat et d'Eugénie Junia Émilie Lecomte, Clément Eugène Jean Maurice Cocteau naît place Sully à Maisons-Laffitte, dans la maison de son grand-père maternel, le 5 juillet 1889 dans une famille bourgeoise de Paris. Son père, Georges Alfred Cocteau, né le 8 juillet 1842 à Melun t peintre amateur, et sa mère, Marie Junia Émilie Eugénie Lecomte, née le 21 septembre 1855 à Maisons-Laffitte,, se sont mariés le 7 juillet 1875 dans le 9e arrondissement de Paris. Son grand-père paternel, Athanase Cocteau (1798-1865) était notaire et maire de Melun ; son grand-père maternel, Eugène Lecomte (1828-1906), agent de change et collectionneur d'art ; son oncle maternel, Raymond Lecomte, diplomate. Il a une sœur aînée, Marthe (1877-1958) et un grand frère, Paul (1881-1961).
Il découvre le théâtre et le cinéma à l'âge de six ans lorsque sa mère lui ramène des programmes de ses multiples sorties. Alors soigneusement collectionnés par le jeune garçon qui imagine les décors, le texte et la musique, prémices d'un futur homme caméléon. Son père qui vivait de ses rentes se suicide le 5 avril 1898 à Paris. Jean Cocteau, qui n'a pas 9 ans, porte longtemps cette blessure.
Dès l'âge de quinze ans, Cocteau quitte le cocon familial pour étudier au lycée Condorcet à Paris avec notamment comme camarade le vénéneux Pierre Dargelos, qui exerce sur lui une véritable fascination. Manifestant peu d'intérêt pour les études, il est renvoyé du lycée pour indiscipline en 1904 et rate son baccalauréat deux fois. Il a également étudié au lycée Fénelon Sainte-Marie.
C'est le tragédien Édouard de Max qui le premier lui porte attention et, fasciné par son style, le fait connaître du tout Paris au cours d'une matinée poétique qu'il organise au théâtre Femina, avec le premier récital des poésies du jeune Cocteau.
Il a une brève aventure avec Christiane Mancini, élève du conservatoire, en 1908,,,,.
Vers 1910, il remplace Abel Bonnard comme coqueluche des salons parisiens.
Il publie son premier recueil de poèmes à compte d'auteur, La Lampe d'Aladin inspiré des Mille et Une Nuits, en 1909 et devient alors connu dans les cercles artistiques bohème comme le « prince frivole ». C'est sous ce titre qu'il publie son second recueil de poèmes en 1910. Il fréquente les salons parisiens comme celui de la poétesse Anna de Noailles où il croise Maurice Barrès et l'abbé Arthur Mugnier auquel il se confie. Edith Wharton le décrit comme un homme pour qui « chaque grande ligne de la poésie était un lever de soleil, chaque coucher du soleil la base de la ville merveilleuse… » Il est également fasciné par le maître des ballets russes Serge de Diaghilev et ses artistes principaux, le peintre Léon Bakst et le danseur Vaslav Nijinsky. La rencontre avec Diaghilev qu'il veut étonner marque la première crise dans la création coctalienne : il renie ses recueils de poèmes, pastiches assez ampoulés, et se rapproche de l'avant-garde cubiste et futuriste.
De sa collaboration avec les artistes russes naissent Le Dieu bleu en 1912, avec des costumes et décors de Léon Bakst sur une musique composée par Reynaldo Hahn, puis Parade, ballet produit en 1917 avec des costumes et décors de Pablo Picasso et une musique composée par Erik Satie. Cette œuvre inspire à Guillaume Apollinaire le néologisme de surréalisme, repris ensuite par André Breton et Philippe Soupault pour la création de ce mouvement artistique, dont les membres ont rapidement exclu Cocteau. Il collabore au mouvement dada et a une grande influence sur le travail des autres, dans le groupe même composé par ses amis musiciens, les Six, dont il devient le porte-parole.
Ayant été réformé du service militaire, Cocteau décide néanmoins de participer à la Première Guerre mondiale comme ambulancier avec un convoi sanitaire civil. Adopté par un régiment de fusiliers marins, il vit à Dixmude, vole avec Roland Garros mais est rapidement démobilisé pour raisons de santé. Il rejoint Paris et reprend ses activités artistiques. Par ailleurs, il écrit sur cette guerre le roman Thomas l’Imposteur. Dans les années 1920, Cocteau rejoint les cercles littéraires autour de Marcel Proust, André Gide et Maurice Barrès.
En 1924, il écrit une adaptation de Roméo et Juliette, créée à Paris, au théâtre de La Cigale le 2 juin 1924, avec les décors et costumes de Jean Hugo et la musique adaptée d’après les airs populaires anglais arrangés et instrumentés par Roger Désormière,

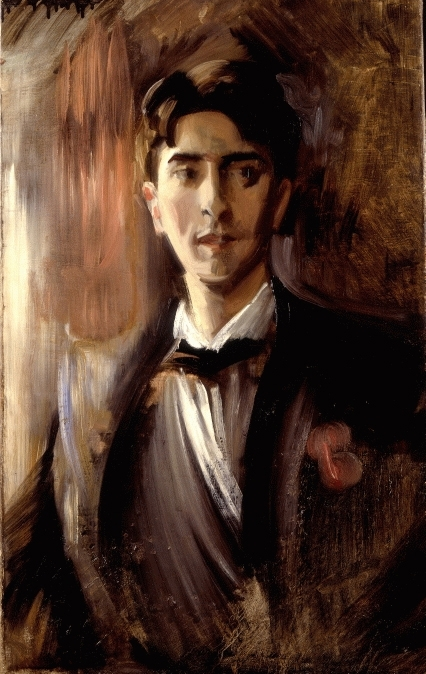
Federico de Madrazo y Ochoa, Portrait de Jean Cocteau (entre 1910 et 1912), localisation inconnue.
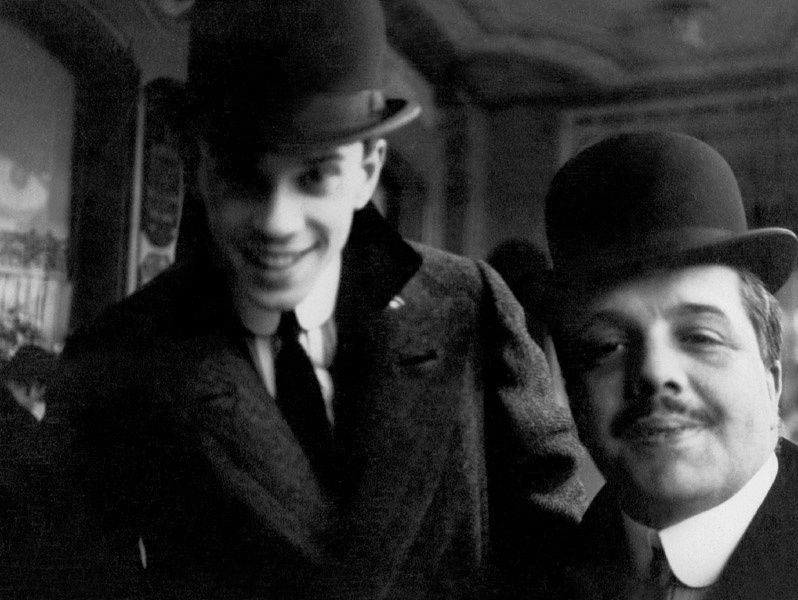
Vaslav Nijinsky et Serge de Diaghilev en 1911.
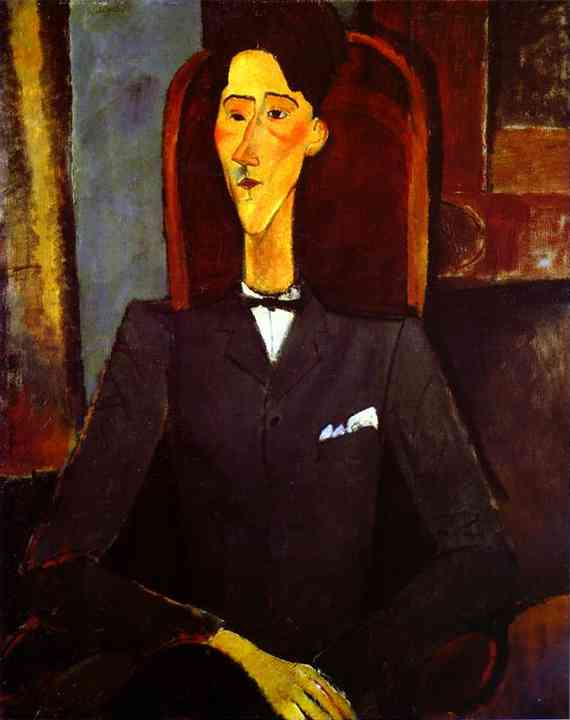
Amedeo Modigliani, Jean Cocteau (1916), musée d'Art de l'université de Princeton.
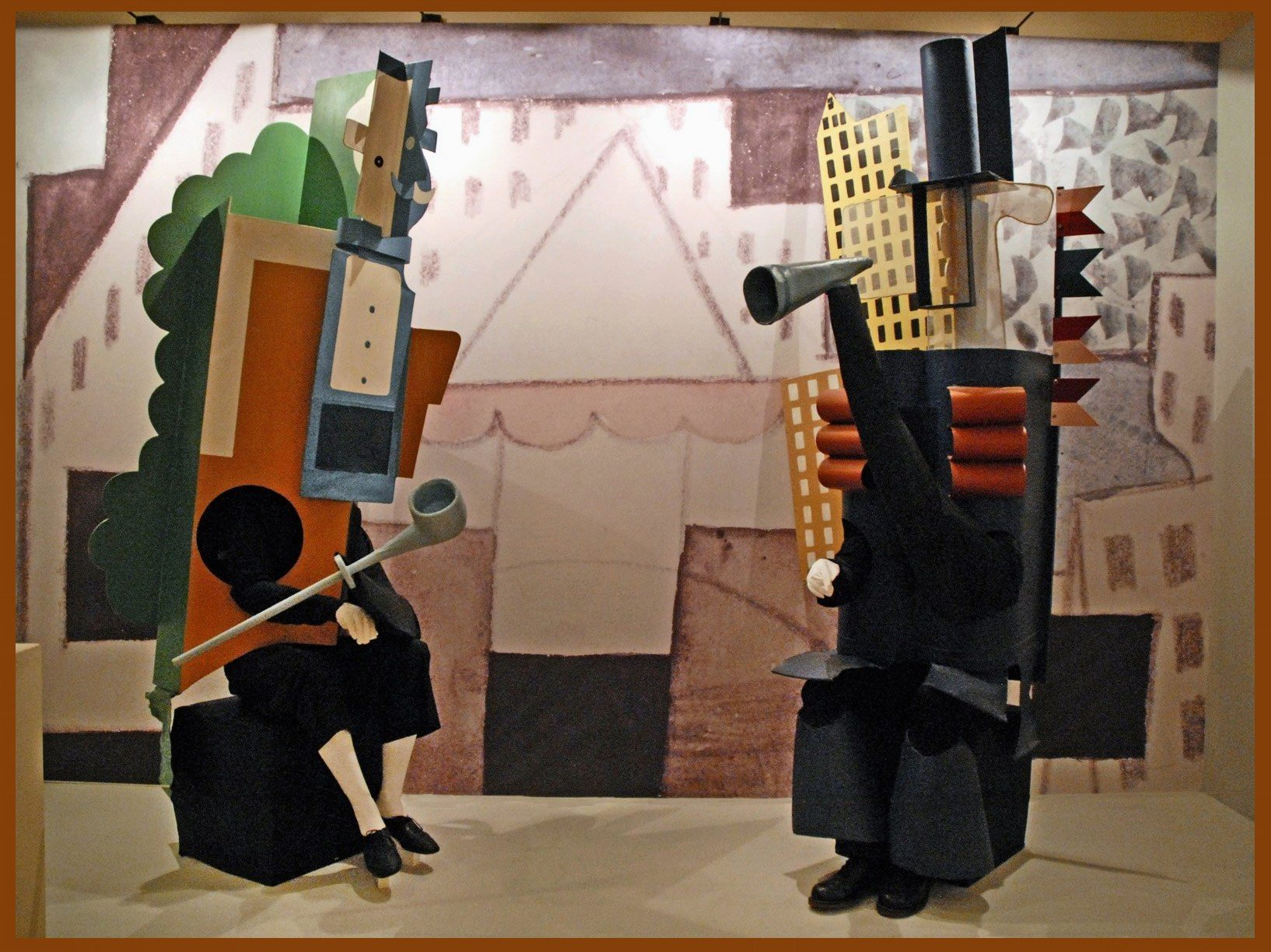
Costumes pour le ballet Parade (1917) d'après Pablo Picasso, Paris, bibliothèque-musée de l'Opéra.

### Raymond Radiguet

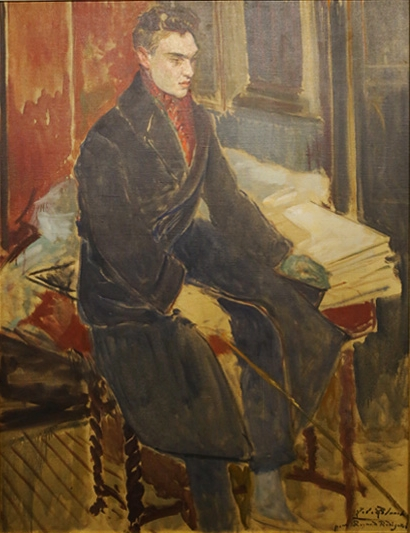
Jacques-Émile Blanche, Étude pour le portrait de Raymond Radiguet (vers 1922), musée des Beaux-Arts de Rouen.

En juin 1919, Max Jacob lui présente le jeune poète Raymond Radiguet (1903-1923). Il exerce sur la courte carrière de ce dernier une influence prépondérante : Jean Cocteau aussitôt devine — « À quoi ? Je me le demande », écrit-il plus tard dans La Difficulté d'être — un talent caché. Enthousiasmé par les poèmes que Radiguet lui lit, Cocteau le conseille, l’encourage et le fait travailler ; il l’aide ensuite à publier ses vers dans les revues d’avant-garde, notamment dans SIC et dans Littérature.
Les deux hommes entreprennent beaucoup de voyages ensemble et nouent une relation amoureuse. Toujours en admiration devant le talent littéraire de Radiguet, Cocteau promeut les travaux de son ami dans son cercle artistique et s'arrange pour faire publier par Grasset Le Diable au corps — une histoire en grande partie autobiographique sur le rapport adultère entre une femme dont le mari est au front et un homme plus jeune —, exerçant son influence pour recueillir le prix littéraire du Nouveau Monde[réf. nécessaire] pour le roman.

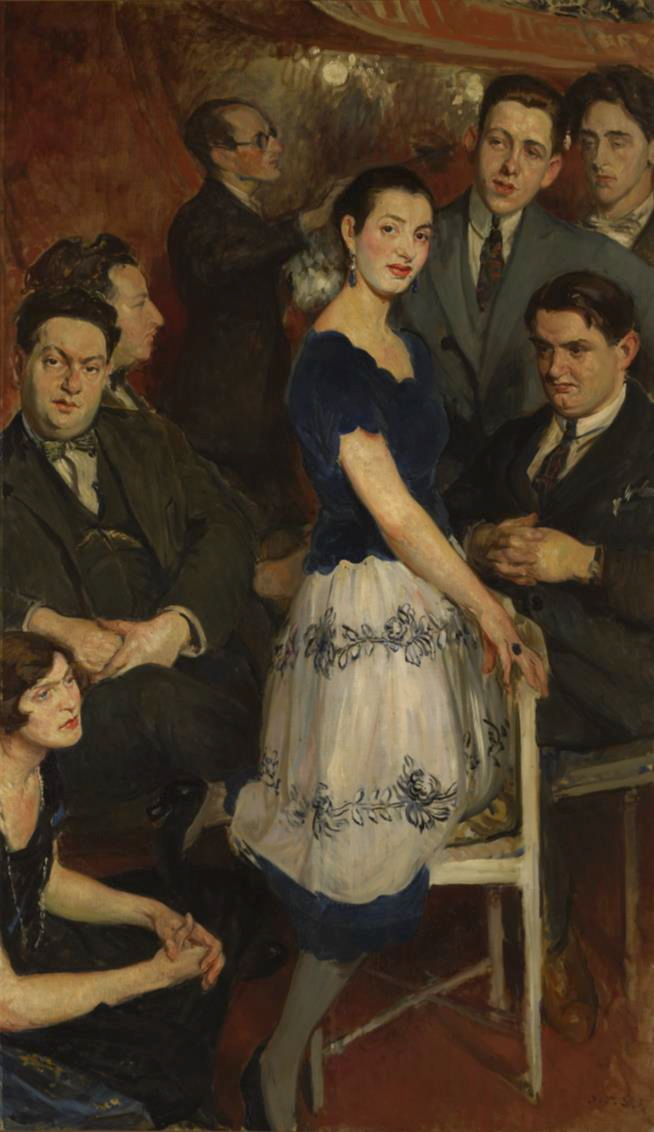
Jacques-Émile Blanche, Le Groupe des Six (1922), musée des Beaux-Arts de Rouen.

En 1921, il collabore avec le groupe des Six pour le livret argumentaire des Mariés de la tour Eiffel, œuvre collective qui lance la nouvelle génération musicale en France dans le sillage d'Erik Satie qui en est le mentor. En 1921 également, Cocteau organise une rencontre entre Radiguet et un de ses amis, le secrétaire général du Quai d'Orsay, Philippe Berthelot.
La réaction de Cocteau à la mort soudaine de Radiguet, en 1923, crée un désaccord avec certains proches qui déclarent qu'il l'a laissé désespéré, découragé et en proie à l'opium. Cocteau n'aurait même pas assisté à l'enterrement. Mais Cocteau n'assiste généralement pas aux enterrements. L'auteur quitte alors aussitôt Paris avec Diaghilev pour une représentation des Noces par les Ballets russes à Monte-Carlo. Cocteau, lui-même, qualifie beaucoup plus tard son attitude de « réaction de stupeur et de dégoût ».
Son penchant pour l'opium à cette époque-là, Cocteau l'explique[Où ?] comme un simple hasard lié à sa liaison fortuite avec Louis Laloy, le directeur de l'Opéra de Monte-Carlo. La dépendance de Cocteau envers l'opium et ses efforts pour s'en sevrer ont une influence décisive sur son modèle littéraire. Le 31 août 1927, lors de son inculpation pour « infraction aux lois sur les substances vénéneuses », la police découvre à son domicile 6, rue de Surène, un attirail complet de fumeur d'opium. Par suite d'interventions d'hommes politiques influents, cette affaire n'a pas eu de suites judiciaires.
Son livre le plus connu, Les Enfants Terribles (1929), est d'ailleurs écrit en une semaine, au cours d'un difficile sevrage.

### Cocteau et les Bourgoint
C'est à l'hôtel Welcome à Villefranche-sur-Mer, où il réside, que Jean Cocteau lie connaissance avec la famille Bourgoint ; ils se sont connus à travers un ami commun, Christian Bérard, un peintre qui réalisa les décors des pièces de théâtre de Cocteau. Les Bourgoint avaient trois enfants, les jumeaux Maxime et Jeanne, et le cadet Jean.
Jeanne et Jean Bourgoint revirent Cocteau en 1925. Jean Cocteau rencontre à Meudon, le 15 juin 1925 chez les Maritain, Charles Henrion. Ce disciple de Charles de Foucauld, vêtu d'un burnous blanc orné du Sacré-Cœur rouge, fait une grande impression sur Cocteau, qui se convertit — temporairement — au catholicisme. Le 19 octobre, Jean Cocteau communie, entouré de Jean Bourgoint et de Maurice Sachs. Ils se fréquentent jusqu'en 1929, date à laquelle Jeanne se suicide, laissant son frère démuni. Le jeune homme entrera dans les Ordres. La vie de Jeanne et de Jean Bourgoint impressionne tant Cocteau qu'il se met presque aussitôt à écrire leur histoire qui deviendra Les Enfants terribles (1929).

### Maturité

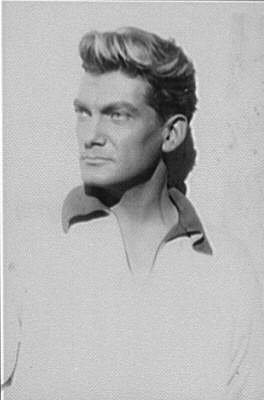
Jean Marais photographié par Carl Van Vechten en 1947, Washington, bibliothèque du Congrès.

En 1926, il rencontre le jeune écrivain Jean Desbordes dont il tombe amoureux et avec qui il vit pendant sept ans.
La réputation de Cocteau était scandaleuse, en partie parce qu'il vivait son homosexualité sans la cacher, sans non plus la revendiquer, selon les codes de l'époque. Son travail est émaillé de nombreuses critiques envers l'homophobie.
En 1928, est publié Le Livre blanc, son roman homoérotique et en grande partie autobiographique sans indication de l'auteur mais dont Cocteau signera en 1930 la préface de la seconde édition accompagnée de dessins explicites, considéré comme un classique de la littérature gay.
Il a néanmoins eu quelques aventures brèves et compliquées avec des femmes. Dans les années 1930, Cocteau a une liaison avec la princesse Nathalie Paley, fille issue du mariage morganatique d'un grand-duc de Russie, elle-même modiste, actrice ou modèle et ancienne épouse du couturier Lucien Lelong. Elle devient enceinte de Cocteau, mais la grossesse ne peut être menée à son terme, ce qui plonge le poète et la jeune femme dans un profond désarroi. Cocteau évoque la fausse couche de Nathalie dans Le passé défini, et dit que cet avortement serait la conséquence d'une scène violente avec Marie-Laure de Noailles : « Elle est responsable de l'avortement de Nathalie ». Cependant, Cocteau ayant initié la princesse à l'opium, il se peut qu'il y ait eu des répercussions dues à cette drogue sur la grossesse.
Dans les années 1930, alors qu'il demeure 9, rue Vignon, Jean Cocteau expérimente avec le peintre Jean Crotti, qui est le mari de Suzanne Duchamp, le gemmail et c'est probablement de cette période que date sa relation avec Marcel Duchamp malgré l'opposition d'André Breton,.
Vers 1933, Cocteau fait la connaissance de Marcel Khill qui devient son compagnon et joue, à sa création, le rôle du messager de Corinthe dans La Machine infernale. Ils font ensemble, en 1936, un tour du monde en 80 jours relaté par Jean Cocteau dans Tour du monde en 80 jours. Mon premier voyage (1936). Il aurait entretenu une relation avec Panama Al Brown, un boxeur dont il prend en charge la carrière entre 1935 et 1939.

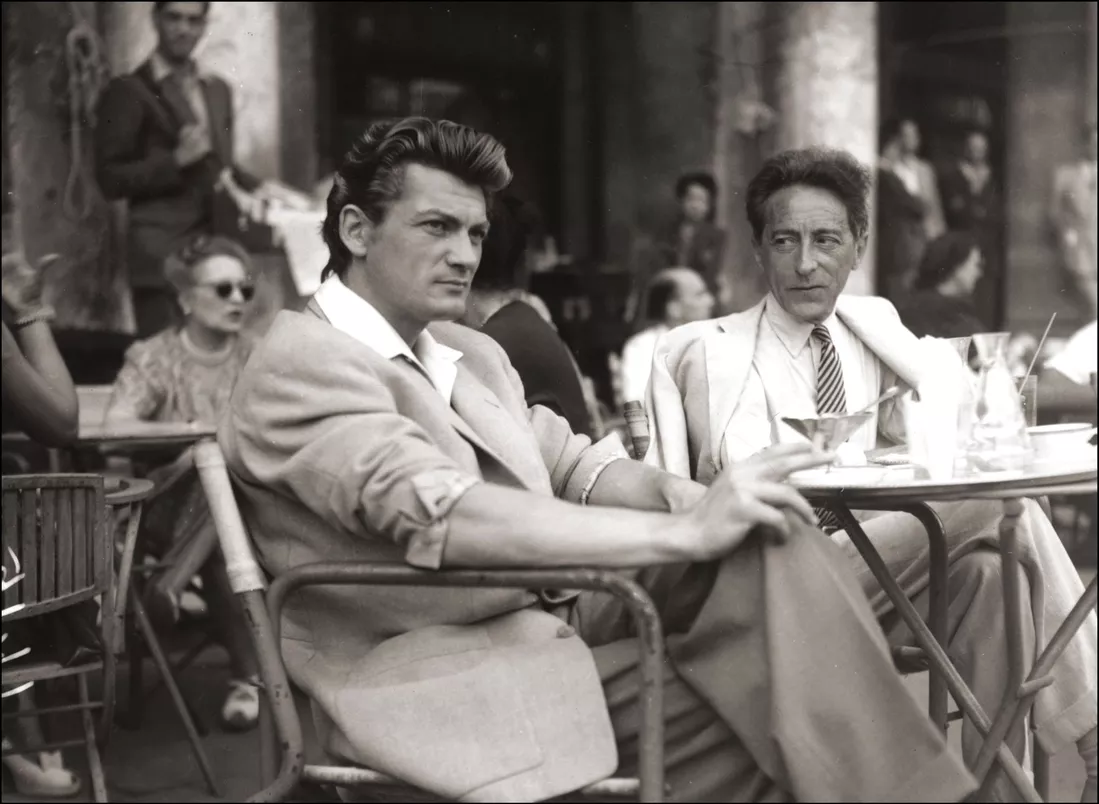
Jean Marais et Jean Cocteau à la terrasse d'un café lors de la Mostra de Venise 1947.

En 1937, Cocteau rencontre Jean Marais, au profil identique à celui d’Éphèbe, que Cocteau dessine sans cesse et qui dira à son sujet « Je ne l’ai pas connu, je l’ai reconnu ». Il lancera la carrière d'acteur et avec qui il formera jusqu'à sa mort avec une grande fidélité, malgré quelques éloignements ponctuels, un des premiers exemples connus et reconnus de couple homosexuel masculin en France et dont il fut tour à tour Pygmalion, amant, ami, père et surtout le meilleur associé.

« Est-ce beaucoup exagérer que de dire que Jean Cocteau fut mon véritable père en ce qu'il me créa ? »

— Jean Marais, L'inconcevable Jean Cocteau, 1993.
En 1940, Le Bel Indifférent, une pièce de Cocteau écrite pour Édith Piaf, est un énorme succès. Il travaille également avec Pablo Picasso et Coco Chanel sur plusieurs projets, est l'ami de la majeure partie de la communauté européenne des artistes, et lutte contre son penchant pour l'opium durant la plus grande partie de sa vie d'adulte.
Jean Cocteau joue un rôle ambigu durant la Seconde Guerre mondiale, les résistants l'accusent de collaboration avec les Allemands, une partie de son passé (1939-1944) reste mystérieuse. Jean Cocteau écrit pendant l’Occupation dans l’hebdomadaire collaborationniste La Gerbe créé par l'écrivain breton Alphonse de Châteaubriant. Il écrit également dans le journal Comoedia sous la direction de René Delange.

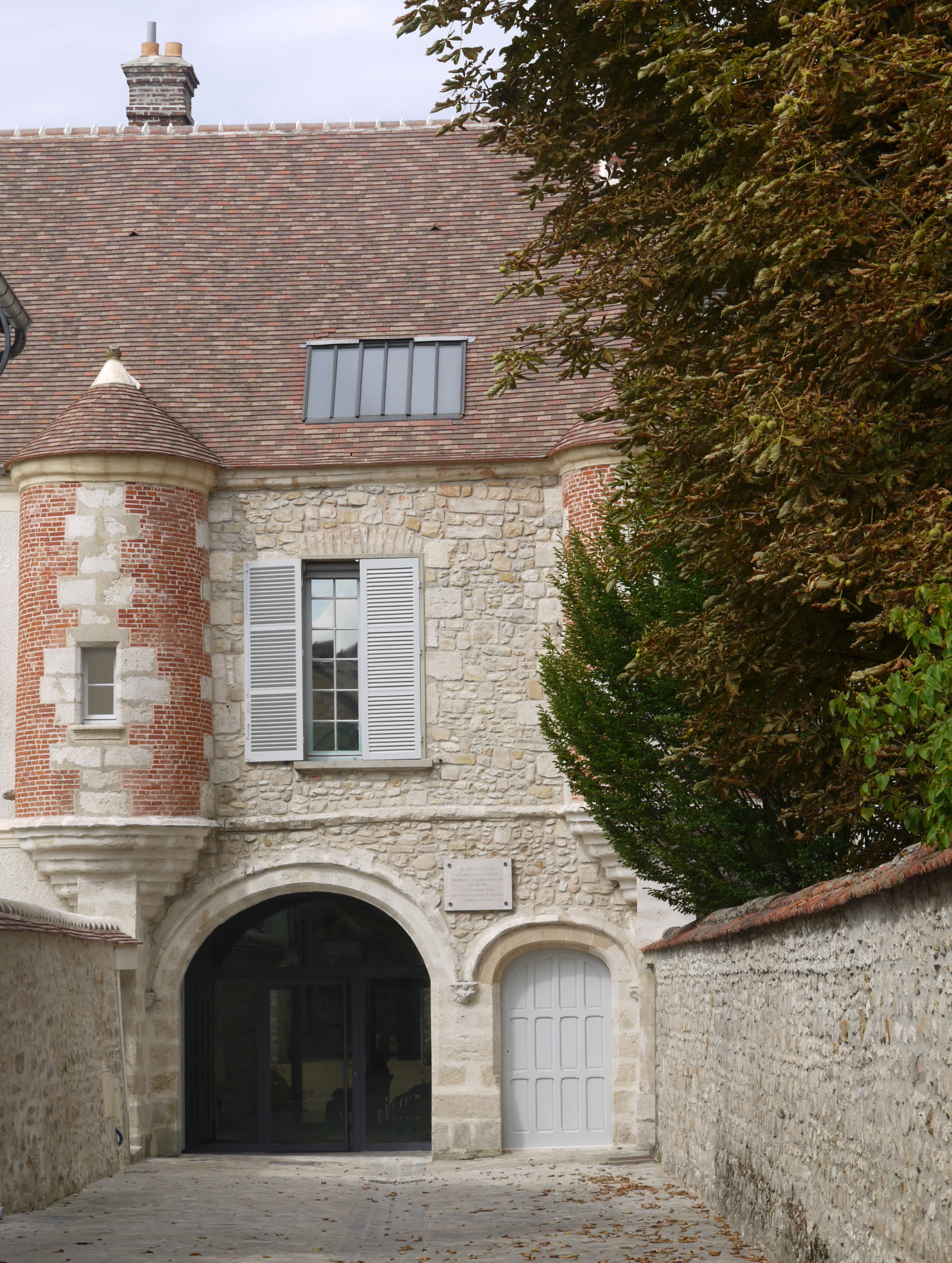
La maison Jean-Cocteau à Milly-la-Forêt.

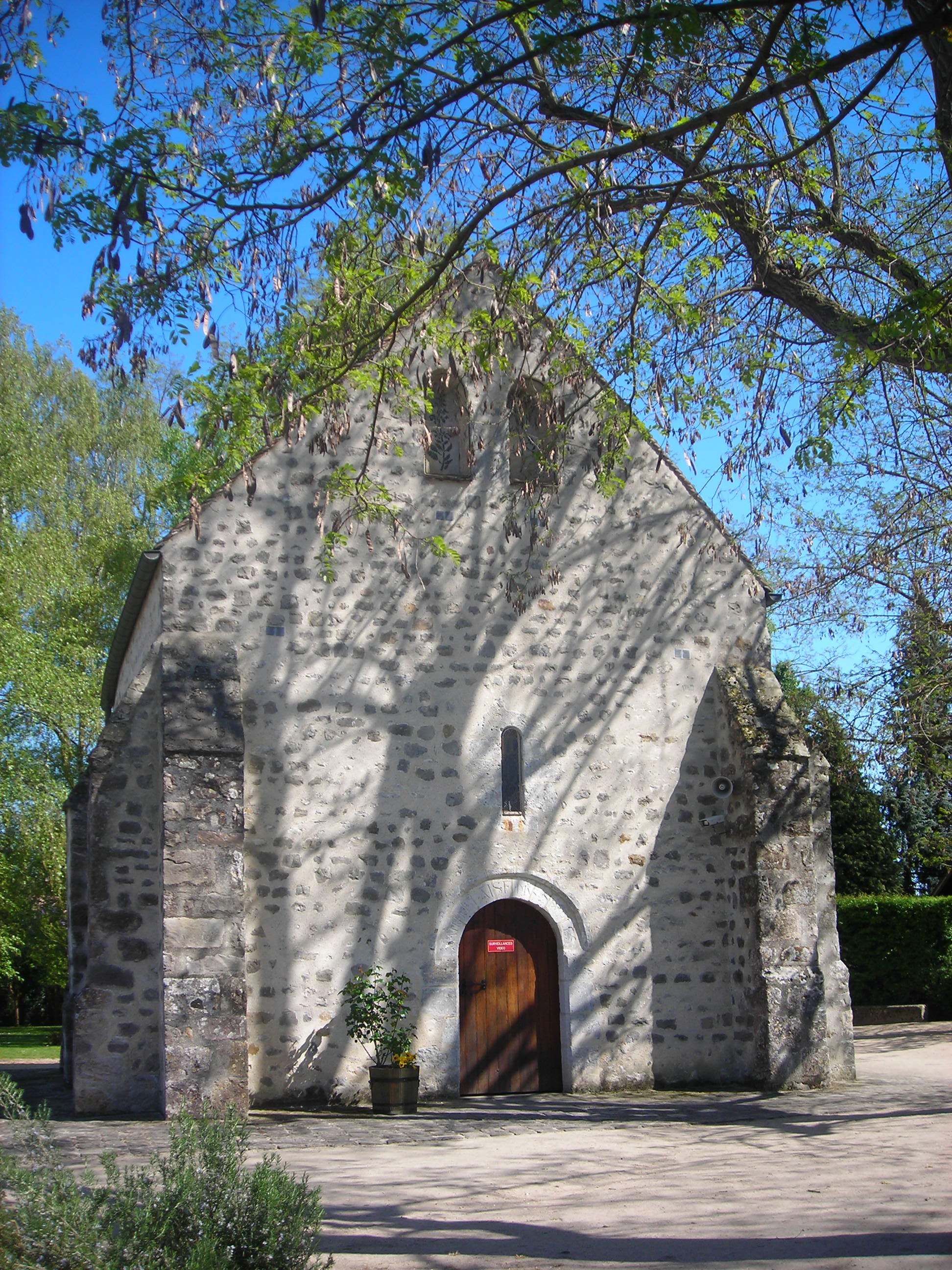
Chapelle Saint-Blaise-des-Simples de Milly-la-Forêt, où est enterré Jean Cocteau.

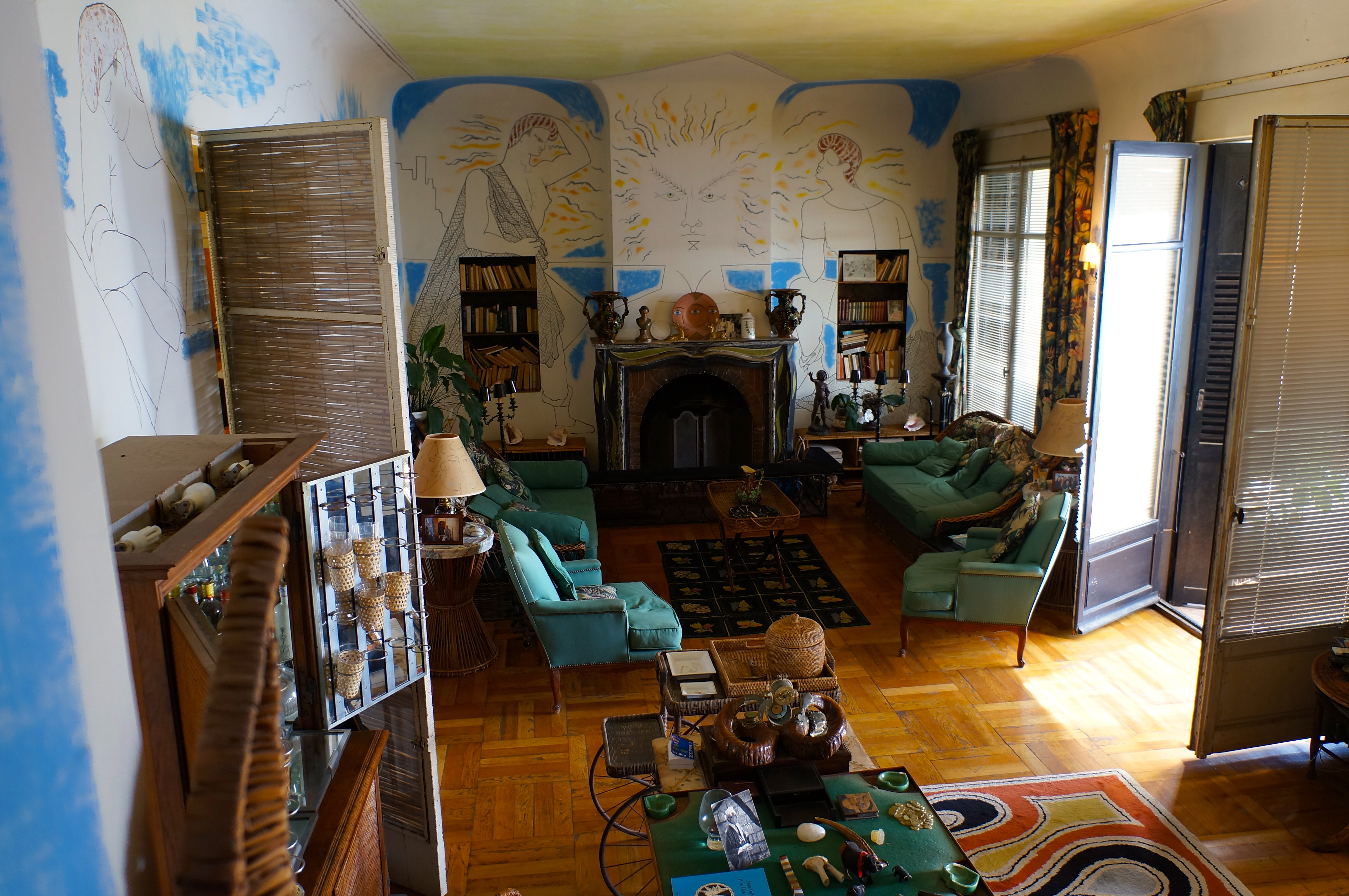
Salon de la villa Santo Sospir à Saint-Jean-Cap-Ferrat.

Cocteau est d'ordinaire assez réservé quant à l'affirmation de son engagement politique. Pendant l'Occupation, il fait preuve d'un certain pacifisme — « L'honneur de la France », écrit-il dans son Journal du 5 mai 1942, « sera peut-être, un jour, d'avoir refusé de se battre » —, mais surtout, il n'hésite pas à accueillir Arno Breker, sculpteur officiel du troisième Reich, lorsque celui-ci expose à Paris pendant l'été 1942. Leni Riefenstahl bénéficie de sa protection[Comment ?] après la guerre pendant sept ans.
Durant l'Occupation, on retrouve Cocteau parmi les vedettes régulièrement invitées à l'antenne de la chaîne de télévision allemande Fernsehsender Paris, jusqu'à la libération de la capitale.
« L'Allemagne nazie n'est pas non plus sans le séduire, surtout son chef, dont il se fait une représentation qu'il faut placer au musée des Hitler imaginaires. […] Il est fasciné par l'idée du chef-artiste, politique tout-puissant en même temps que mécène et protecteur des arts, à la fois Napoléon et poète (« Chez Hitler, c'est le poète qui échappait à ces âmes de pions », écrit-il en parlant des dirigeants français de l'avant-guerre). »
— Philippe Burrin, La France à l'heure allemande, Seuil, 1995, p. 352.
En 1941, la décision du préfet de police d'interdire sa Machine à écrire est annulée par la Propaganda Abteilung, soucieuse de ne pas trop museler la muse française. Reste qu'à la Libération, il est rapidement acquitté par le Comité national du cinéma et le Comité national des écrivains devant lequel il ne se présente pas, comités d'épuration devant lesquels il comparaît pour collaboration.
À l'occasion d'un reportage sur les écrivains du Palais-Royal, Jean Cocteau fait la connaissance du photographe Pierre Jahan. En 1946, les Éditions du Compas éditent La mort et les statues, ouvrage pour lequel Cocteau rédige les poèmes qui sont en regard des photographies prises clandestinement, en décembre 1941, par Pierre Jahan sur les statues de bronze réquisitionnées par le régime de Vichy puis envoyées à la fonte pour la mobilisation des métaux non ferreux pour soutenir l'effort de guerre allemand.
En 1947, Cocteau fait la connaissance d'un jeune Lorrain, Édouard Dermit, qu'il surnomme Doudou et dont il fait son jardinier, son chauffeur, un acteur et son amant. Cocteau l'adoptera officiellement à la fin de sa vie et en fait son légataire universel, qui supervisera à titre posthume la réalisation des dernières créations de Cocteau, notamment les vitraux de l'Église Saint-Maximin de Metz .
Quelques immenses succès firent passer Cocteau à la postérité : le roman Les Enfants terribles, la pièce de théâtre Les Parents terribles de 1938, le film La Belle et la Bête. Devenu une référence cinématographique, il préside le jury du Festival de Cannes de 1953, puis celui de 1954. Au printemps 1950, Jean Cocteau est invité par Francine Weisweiller, l'épouse d'Alec Weisweiller, le riche héritier de la Société Shell, à venir passer une semaine de vacances dans leur villa Santo Sospir, à la pointe de Saint-Jean-Cap-Ferrat, à laquelle il se rend avec son amant du moment le poète Gabriel Arnaud. L'artiste commence bientôt par dessiner sur les murs blancs un Apollon au-dessus de la cheminée du salon ; encouragé par Henri Matisse, il entreprend de décorer tout le reste de la maison où il se plaît tellement qu'il y revient pendant onze ans ; et de proche en proche, il décore ainsi entièrement la villa de fresques a tempera, de mosaïques et d'une tapisserie sur des thèmes de la mythologie grecque ou de la Bible, utilisant la couleur pour la première fois. Il y fait venir par la suite un grand nombre de célébrités, entre autres Pablo Picasso, Charlie Chaplin et Jean Marais qui s'initie à la peinture à l'huile. C'est par amitié pour Jean Cocteau que Francine Weisweiller baptise son yacht Orphée II.
Le 3 mars 1955, il est élu à l'Académie française, par 17 voix contre 11 à l'historien Jérôme Carcopino et prend le fauteuil libéré par Jérôme Tharaud.
En 1960, l'artiste tourne Le Testament d'Orphée avec le soutien financier de François Truffaut.
Parallèlement, il s'engage dans la défense du droit à l'objection de conscience, entre autres en parrainant le comité créé par Louis Lecoin, aux côtés d'André Breton, Albert Camus, Jean Giono et de l'abbé Pierre. Ce comité obtient un statut, restreint, en décembre 1963 pour les objecteurs.
Il joue un rôle important dans la genèse du peintre Raymond Moretti dans les années 1960, qui mène celui-ci à côtoyer Pablo Picasso.

### Mort et postérité

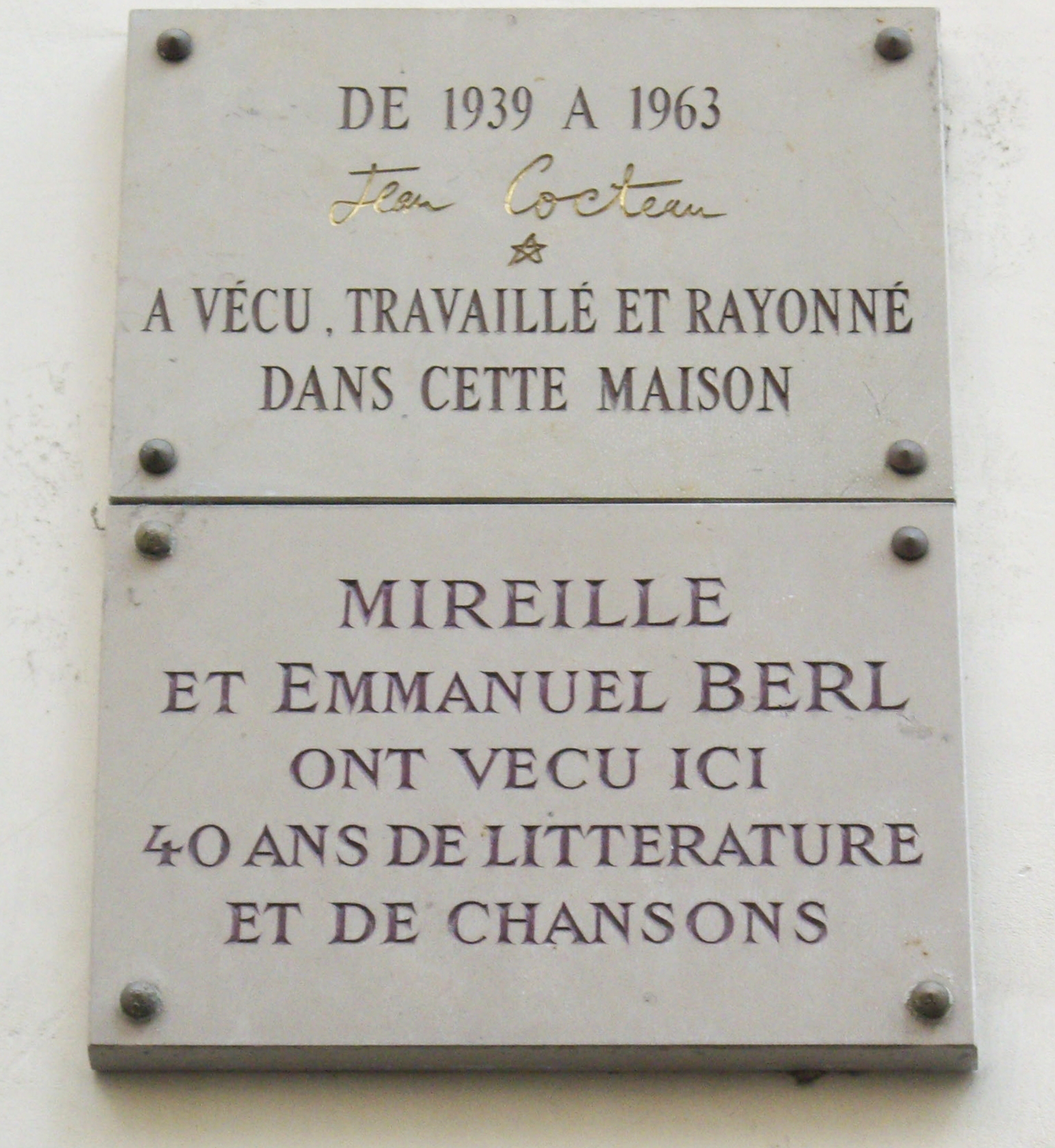
Plaque 36 rue de Montpensier (Paris).

Cocteau n'est pas là pour s'en féliciter : le 10 octobre 1963, apprenant la mort de son amie Édith Piaf, il est pris d'une crise d'étouffement et succombe quelques heures plus tard d’une crise cardiaque dans sa demeure de Milly-la-Forêt, le 11 octobre 1963. Cependant, Jean Marais déclare dans un entretien télévisé le 12 octobre 1963 : « Il est mort d'un œdème du poumon, son cœur a flanché. Il aimait beaucoup Édith mais je ne pense pas que ce soit la mort d'Édith qui ait provoqué la mort de Jean »,.
Lors de ses obsèques, la presse et les personnalités sont nombreuses à rendre un dernier hommage au poète : Marlène Dietrich, Zizi Jeanmaire, Roland Petit, Daniel Gélin, René Clair, Gilbert Bécaud, Georges Auric, Jean Wiener, Piéral…
Jean Cocteau vécut longtemps à Paris au Palais-Royal au 36, rue de Montpensier, où une plaque commémorative lui rend hommage. Sa maison de Milly-la-Forêt, la Maison Jean-Cocteau, est devenue un musée, inauguré le 22 juin 2010.

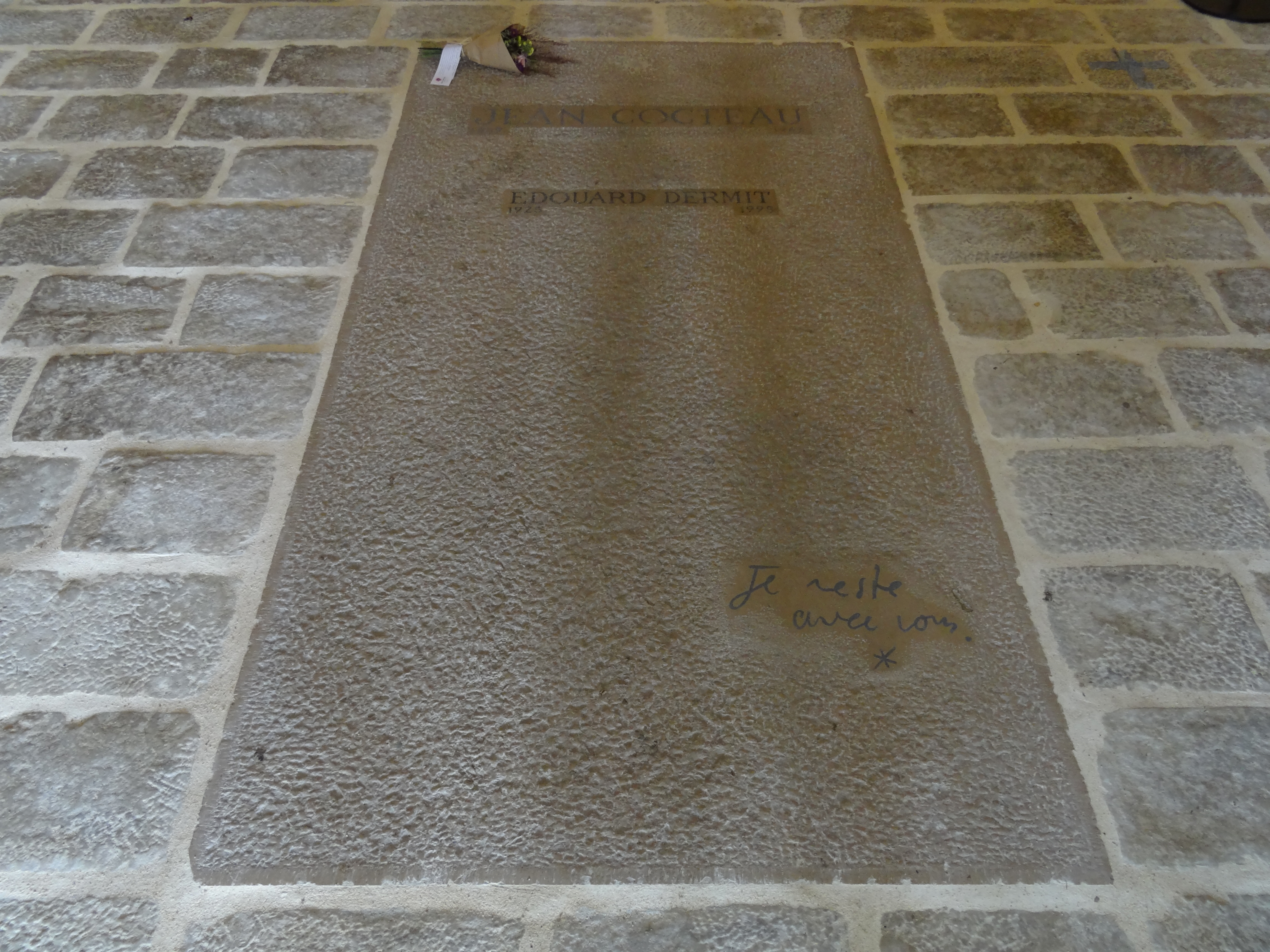
La tombe de Jean Cocteau dans la chapelle Saint-Blaise-des-Simples à Milly-la-Forêt (Essonne).

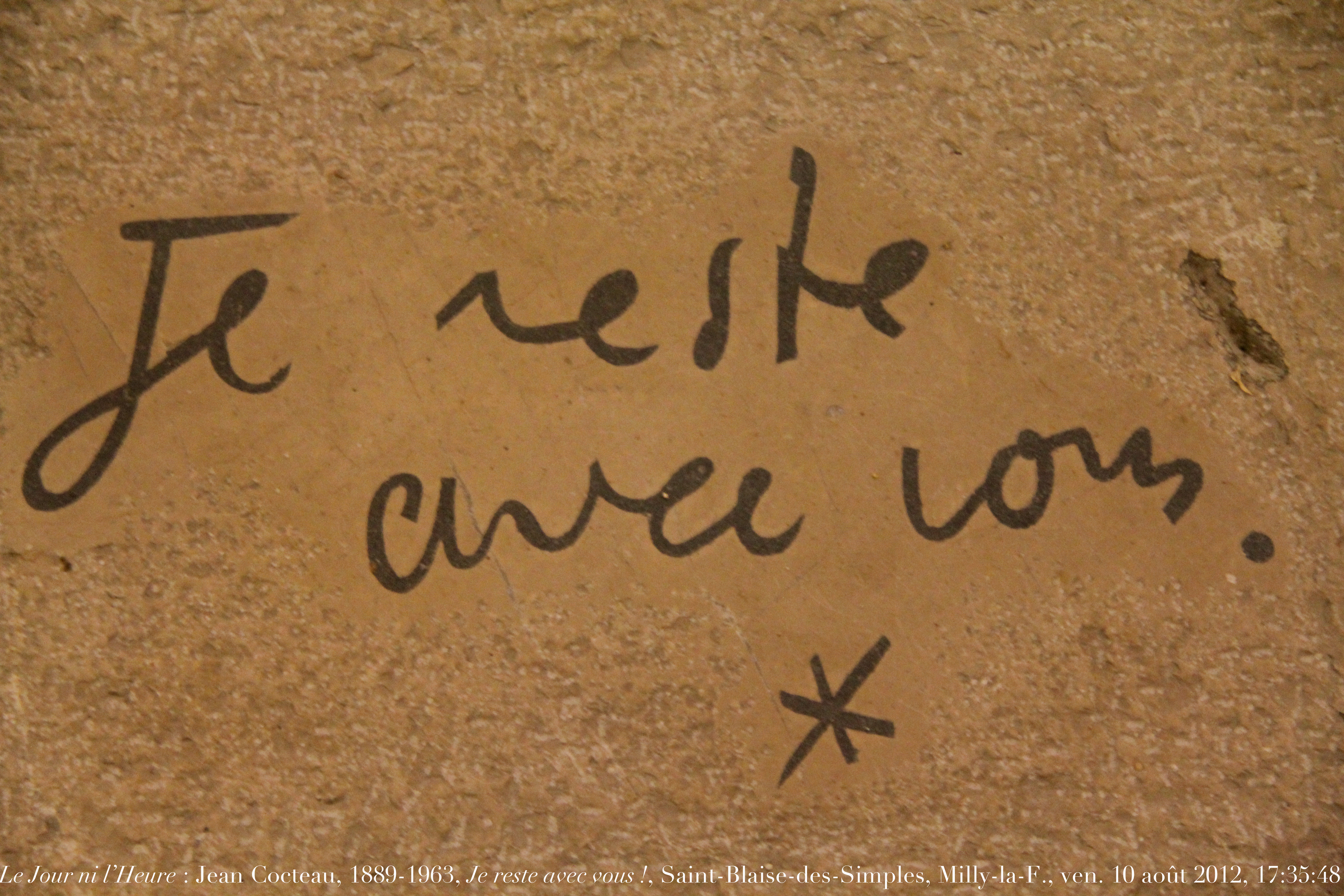
L'épitaphe sur la tombe de Jean Cocteau.

Il est enterré dans la chapelle Saint-Blaise-des-Simples à Milly-la-Forêt (Essonne). Sur sa tombe, cette épitaphe : « Je reste avec vous. »
En 1989, la ville de Villefranche-sur-Mer lui a rendu hommage, à l'occasion du centenaire de sa naissance, en inaugurant un buste de bronze dû à Cyril de La Patellière et placé face à la chapelle Saint-Pierre qu'il avait décorée en 1957.
En 2013, pour le cinquantenaire de sa disparition, la ville de Metz lui a rendu hommage pour son dernier chef-d'œuvre réalisé à l'église Saint-Maximin de Metz (les vitraux), une place Jean Cocteau a été inaugurée à cette occasion à proximité de ce lieu cultuel.
Un lycée porte son nom près de Marseille, ainsi que plusieurs autres établissements scolaires (écoles maternelles, élémentaires et collèges).

## Œuvres
L'œuvre de Jean Cocteau est multiple : œuvres littéraires, œuvres cinématographiques, poésies graphiques. Louis Aragon évoquait un « poète-orchestre ».
La Bibliothèque historique de la ville de Paris possède un fonds Jean Cocteau composé de manuscrits, correspondances ou encore photographies acquises en trois temps : l'achat d'une partie des manuscrits entre 1990 et 2002, l'achat de la bibliothèque de Cocteau à partir de 1995 et la donation Pierre Bergé en 2006. Pierre Bergé était l'ayant droit moral des œuvres de l'écrivain et président de la fondation Cocteau. La bibliothèque universitaire lettres et sciences humaines de Montpellier conserve un fonds d'étude et de recherche sur Jean Cocteau et son temps, né en 1989 d'une donation d'Édouard Dermit à l'université Paul-Valéry-Montpellier.

### Œuvres littéraires

#### Poésie
- 1909 : La Lampe d'Aladin
- 1910 : Le Prince frivole, Mercure de France
- 1912 : La Danse de Sophocle - Prix Jules-Davaine de l’Académie française en 1913
- 1919 : Ode à Picasso
- 1919 : Le Cap de Bonne-Espérance
- 1920 : Escales
- 1920 : Poésies (1917-1920)
- 1922 : Vocabulaire
- 1923 : La Rose de François
- 1923 : Plain-Chant
- 1925 : Cri écrit
- 1925 : Prière mutilée, Éditions des Cahiers Libres
- 1926 : L'Ange Heurtebise, Librairie Stock
- 1927 : Opéra
- 1934 : Mythologie (publié avec dix lithographies de Giorgio De Chirico)
- 1939 : Énigmes
- 1941 : Allégories, éditions de La Nouvelle Revue française, Gallimard
- 1945 : Léone
- 1946 : La Crucifixion
- 1948 : Poèmes
- 1952 : Le Chiffre sept, Seghers
- 1952 : La Nappe du Catalan (en collaboration avec Georges Hugnet)
- 1953 : Dentelles d'éternité
- 1953 : Appoggiatures
- 1954 : Clair-obscur
- 1958 : Paraprosodies, Éditions du Rocher
- 1961 : Cérémonial espagnol du Phénix
- 1961 : La Partie d'échecs
- 1962 : Le Requiem[50]
- 1968 : Faire-part (posthume)
- 1986 : Embarcadères, Saint-Clément-de-Rivière, Éditions Fata Morgana (posthume)

#### Romans et récits
- 1919 : Le Potomak, éditions Société littéraire de France • (édition définitive 1924)
- 1923 : Le Grand Écart, Librairie Stock
- 1923 : Thomas l'imposteur, éditions de La Nouvelle Revue française, Gallimard
- 1928 : Le Livre blanc, édit. Maurice Sachs et Jacques Bonjean
- 1929 : Les Enfants terribles, Grasset
- 1940 : La Fin du Potomak, éditions de La Nouvelle Revue française, Gallimard
- 2022 : La Croisière aux émeraudes (posthume), Michel De Maule Éditions,  (ISBN 978-2-87623-469-7)

#### Théâtre, livrets d'opéra et arguments de ballet
- 1912 : Le Dieu bleu, musique de Reynaldo Hahn, chorégraphie de Michel Fokine, décors et costumes de Léon Bakst
- 1917 : Parade, musique d'Erik Satie, chorégraphie de Léonide Massine, décors et costumes de Pablo Picasso
- 1920 : Le Bœuf sur le toit, musique de Darius Milhaud,
- 1921 : Les Mariés de la tour Eiffel, musique de Georges Auric, Arthur Honegger, Darius Milhaud, Francis Poulenc et Germaine Tailleferre
- 1921 : Le Gendarme incompris critique bouffe de Jean Cocteau et Raymond Radiguet, musique Francis Poulenc, mise en scène Pierre Bertin, Théâtre Michel
- 1922 : Antigone
- 1924 : Le Train bleu
- 1924 : Roméo et Juliette, musique de Roger Desormière, décors et costumes de Jean Hugo
- 1926 : Orphée
- 1927 : Oedipus Rex, musique de Igor Stravinsky
- 1930 : La Voix humaine
- 1934 : La Machine infernale
- 1936 : L'École des veuves A.B.C.
- 1937 : Œdipe roi
- 1937 : Les Chevaliers de la Table ronde[51]
- 1938 : Les Parents terribles
- 1940 : Les Monstres sacrés
- 1940 : Le Bel Indifférent
- 1941 : La Machine à écrire
- 1943 : Renaud et Armide
- 1943 : L'Épouse injustement soupçonnée
- 1944 : L'Aigle à deux têtes
- 1946 : Le Jeune Homme et la Mort, ballet de Roland Petit
- 1948 : Théâtre I et II (rassemblant des pièces déjà publiées)
- 1949 : Un tramway nommé Désir, adaptation du texte de Tennessee Williams, d’après la traduction de Paule de Beaumont, Éd. Bordas
- 1951 : Bacchus
- 1960 : Nouveau Théâtre de poche
- 1962 : L'Impromptu du Palais-Royal
- 1963 : Ballett Theater, ouvrage collectif : Jean Cocteau - Carl Orff - Rudolf Betz, Werner Egk - Hermann Frieb
- 1971 : Le Gendarme incompris (posthume, en collaboration avec Raymond Radiguet)
- 1962 Festival de Lyon création de Jean Cocteau Œdipe-Roi - oratorio musique de Maurice Thiriet - avec Jean Marais dans le rôle d'Œdipe.

#### Poésie, critique et discours
- 1913 : Notes sur les ballets de Jean Cocteau in Arsène Alexandre, L'Art décoratif de Léon Bakst
- 1918 : Le Coq et l'Arlequin
- 1920 : Carte blanche
- 1922 : Le Secret professionnel
- 1926 : Le Rappel à l'ordre
- 1926 : Lettre à Jacques Maritain
- 1926 : Le Numéro Barbette, La Nouvelle Revue française, juillet 1926
- 1932 : Essai de critique indirecte
- 1935 : Portraits-Souvenir
- 1937 : Mon premier voyage (Tour du monde en 80 jours)
- 1943 : Le Greco
- 1947 : Le Foyer des artistes
- 1947 : La Difficulté d'être
- 1949 : Lettres aux Américains
- 1949 : Reines de la France
- 1951 : Jean Marais - Entretiens autour du cinématographe (avec André Fraigneau)
- 1951 : Jean Marais par Jean Cocteau, Calmann-Lévy
- 1952 : Gide vivant
- 1953 : Journal d'un inconnu
- 1953 : Démarche d'un poète
- 1955 : Colette (discours de réception à l'Académie royale de Belgique)
- 1955 : Discours de réception à l'Académie française suivi de Réponse de M. André Maurois
- 1956 : Le discours d'Oxford
- 1956 : Sacha Guitry, Pierre Benoit, André Maurois, Edmond Heuzé, Fernand Crommelynck et Jean Cocteau, Maurice Utrillo V, lithographies de Maurice Utrillo, Suzanne Valadon et Lucie Valore (atelier Fernand Mourlot), Joseph Foret, Paris, 1956.
- 1957 : Entretiens sur le musée de Dresde (avec Louis Aragon)
- 1957 : La Corrida du 1er mai
- 1959 : Poésie critique I
- 1960 : Poésie critique II
- 1962 : Le Cordon ombilical
- 1963 : La Comtesse de Noailles, oui et non
- 1964 : Portrait souvenir (posthume ; entretien avec Roger Stéphane)
- 1965 : Entretiens avec André Fraigneau (posthume)
- 1973 : Jean Cocteau par Jean Cocteau (posthume ; entretiens avec William Fielfield)
- 1973 : Du cinématographe (posthume). Entretiens sur le cinématographe (posthume)
- Poésie de journalisme 1935-1938 (posthume)

#### Journaux
- 1921 : La noce massacrée (souvenirs) — 1. Visites à Maurice Barrès, Éditions de la Sirène, 1921.
- 1930 : Opium : Journal d'une désintoxication, Stock, réédition 1999.
- 1936 : Mon Premier Voyage. Tour du monde en 80 jours, Gallimard, N.R.F., réédition Tour du monde en 80 jours. Mon Premier Voyage, Gallimard, L'Imaginaire, 2009.
- 1946 : La Belle et la Bête. Journal d'un film, J.-B. Janin, réédition La Belle et la Bête. Journal d'un film, Éditions du Rocher, 2003.
- 1949 : Maalesh, journal d'une tournée de théâtre, Gallimard.
- 1983 : Le Passé défini. Journal, tome I. 1951-1952, Gallimard (posthume)
- 1985 : Le Passé défini. Journal, tome II. 1953, Gallimard (posthume)
- 1989 : Le Passé défini. Journal, tome III. 1954, Gallimard (posthume)
- 1989 : Journal, 1942-1945, Gallimard (posthume)
- 2005 : Le Passé défini. Journal, tome IV. 1955, Gallimard (posthume)
- 2006 : Le Passé défini. Journal, tome V. 1956-1957, Gallimard (posthume)
- 2011 : Le Passé défini. Journal, tome VI. 1958-1959, Gallimard (posthume)
- 2012 : Le Passé défini. Journal, tome VII. 1960-1961, Gallimard (posthume)
- 2013 : Le Passé défini. Journal, tome VIII. 1962-1963, Gallimard (posthume)

#### Scénario (découpage technique)
- 1983 : Le Testament d'Orphée (posthume). Éditions du Rocher

### Œuvres cinématographiques

#### Réalisateur

##### Courts et moyens métrages
- 1925 : Jean Cocteau fait du cinéma.
- 1930 : Le Sang d'un poète.
- 1950 : Coriolan.
- 1951 : La Villa Santo-Sospir.
- 1957 : 8 X 8: A Chess Sonata in 8 Movements.
- 1960 : Voyage au pays de l'Insolite.
- 1962 : Jean Cocteau s'adresse à l'an 2000.

##### Longs métrages
- 1946 : La Belle et la Bête.
- 1948 : L'Aigle à deux têtes.
- 1948 : Les Parents terribles.
- 1950 : Orphée.
- 1960 : Le Testament d'Orphée.

#### Scénariste
- 1943 : L'Éternel Retour, réalisé par Jean Delannoy.
- 1948 : Ruy Blas, réalisé par Pierre Billon.
- 1950 : Les Enfants terribles, réalisé par Jean-Pierre Melville, scénario de Jean Cocteau d'après son roman.
- 1954 : Pantomimes, court métrage de Paul Paviot (commentaire et voix).
- 1958 : Django Reinhardt, court métrage de Paul Paviot (texte d'introduction).
- 1961 : La Princesse de Clèves, réalisé par Jean Delannoy.
- 1965 : Thomas l'imposteur, réalisé par Georges Franju, scénario de Jean Cocteau d'après son roman.

#### Dialoguiste
- 1942 : Le Baron fantôme, réalisé par Serge de Poligny.
- 1945 : Les Dames du bois de Boulogne, réalisé par Robert Bresson.
- 1949 : Les Noces de sable, réalisé par André Zwobada (commentaire).
- 1961 : La Princesse de Clèves, réalisé par Jean Delannoy.
- 1965 : Thomas l'imposteur, réalisé par Georges Franju

#### Directeur de la photographie
- 1950 : Un chant d'amour, réalisé par Jean Genet.

#### Acteur
- 1942 : Le Baron fantôme, réalisé par Serge de Poligny ; le baron Julius Carol.
- 1943 : La Malibran, réalisé par Sacha Guitry ; Alfred de Musset.
- 1950 : Les Enfants terribles, réalisé par Jean-Pierre Melville ; figuration.
- 1952 : La Villa Santo Sospir ; lui-même.
- 1957 : 8 × 8: A Chess Sonata in 8 Movements, coréalisé par Jean Cocteau et Hans Richter ; lui-même.
- 1960 : Le Testament d'Orphée ; le poète Jean Cocteau/Orphée.

### Poésies graphiques
- 1924 : Dessins.
- 1925 : Le Mystère de Jean l'oiseleur[52].
- 1926 : Maison de santé.
- 1929 : 25 dessins d'un dormeur.
- 1935 : Soixante dessins pour son roman Les Enfants terribles.
- 1940 : Le combattant.
- 1941 : Dessins en marge du texte des Chevaliers de la Table ronde.
- 1948 : Drôle de ménage.
- 1957 : La chapelle Saint-Pierre de Villefranche-sur-Mer.
- 1958 : La salle des mariages, hôtel de ville de Menton - La chapelle Saint-Pierre (lithographies).
- 1959 : Gondol des morts
- 1959 : Église Notre-Dame-de-France à Londres
- 1960 : La chapelle Saint-Blaise-des-Simples de Milly-la-Forêt.

Posthume : 
- Années 1962-1963 : Les vitraux de l’église Saint-Maximin de Metz.
- 1965 : Édouard Dermit achève les fresques de la chapelle Notre-Dame-de-Jérusalem de Fréjus, d'après les croquis que Jean Cocteau avait laissés à sa mort, le 11 octobre 1963.

### Céramiques (1957-1963)
Dans l'atelier de Madeleine Jolly et Philippe Madeline à Villefranche-sur-Mer, il crée plus de 300 céramiques et des bijoux. Durant la même période, il dessine des poèmes-objets.
Il travaille sur engobe et invente le crayon d'oxyde pour donner à ses décors un aspect pastel.
Le catalogue raisonné d'Annie Guédras présente des photographies couleurs et noir et blanc des céramiques créées par Jean Cocteau.
Durant la même période, il dessine des bijoux, parures et sculptures.

### Tapisseries
Jean Cocteau déclare : « Il n'y a rien de plus noble qu'une tapisserie. C'est notre langue traduite dans une autre, plus riche, avec exactitude et avec amour. C'est un mélodieux travail de harpiste. Il faudrait les voir, nos harpistes, jouant sur les fils à toute vitesse, tournant le dos au modèle, allant le consulter, revenant jouer leur musique de silence. On s'étonne qu'un tel luxe existe à notre époque où le confort le remplace. Un jour avec Picasso, à l'Opéra, nous constatâmes que des œuvres médiocres prenaient de la grâce et du style, traduites dans cette langue. Mais lorsque texte original et traduction s'équilibrent, alors on s'émerveille de notre artisanat de France ».
« Les poésies de laine de Jean Cocteau », ainsi étaient nommées ses tapisseries et cet intitulé témoigne de son admiration pour l'art du tissage. Raymond Picaud tissera les premières tapisseries en partant des cartons dessinés par Cocteau à la manufacture d'Aubusson dans l'atelier qu'il dirige. De nos jours les tapisseries sont visibles dans certains musées et dans des galeries tels que la galerie Boccara spécialisée en tapis et tapisseries artistiques.

### Enregistrements discographiques
- Colette par Jean Cocteau, discours de réception à l'Académie Royale de Belgique, Ducretet-Thomson 300 V 078 St.
- Les Mariés de la Tour Eiffel et Portraits-Souvenir, La Voix de l'Auteur LVA 13.
- 16 septembre 1963 : Derniers propos à bâtons rompus avec Jean Cocteau, enregistrés à Milly-la-Forêt, Bel Air 311035.
- 1971 : Plain-chant par Jean Marais, extraits des pièces Orphée par Jean-Pierre Aumont, Michel Bouquet, Monique Mélinand, Les Parents terribles par Yvonne de Bray et Jean Marais, L'Aigle à deux têtes par Edwige Feuillère et Jean Marais, L'Encyclopédie sonore 320 E 874.
- 1984 : Coffret 3 vinyles Jean Cocteau comprenant La Voix humaine par Simone Signoret, 18 chansons composées par Louis Bessières par Bee Michelin et Renaud Marx, au double-piano Paul Castanier, Le Discours de réception à l'Académie française, Jacques Canetti JC1.
- 1989 : Hommage à Jean Cocteau, mélodies d'Henri Sauguet, Arthur Honegger, Louis Durey, Darius Milhaud, Erik Satie, Jean Wiener, Max Jacob, Francis Poulenc, Maurice Delage, Georges Auric, Guy Sacre, par Jean-François Gardeil (baryton) et Billy Eidi (piano), CD Adda 581177.
- 1992 : Les Enfants terribles version radio, avec Jean Marais, Josette Day, Silvia Monfort et Jean Cocteau, 1 CD Phonurgia Nova/INA  (ISBN 2908325071).
- 1997 : Anthologie, 4 CD comprenant nombreux poèmes et textes dits par l'auteur, Anna la bonne, La Dame de Monte-Carlo et Mes sœurs, n'aimez pas les marins par Marianne Oswald, Le Bel indifférent par Édith Piaf, La Voix humaine par Berthe Bovy, Les Mariés de la Tour Eiffel avec Jean Le Poulain, Jacques Charon et Jean Cocteau, le discours de réception à l'Académie française, des extraits des pièces Les Parents terribles, La Machine infernale, des pièces de Parade au piano à quatre mains par Georges Auric et Francis Poulenc, Frémeaux & Associés FA 064.
- 1997 : Poèmes de Jean Cocteau dits par l'auteur, CD EMI 8551082.
- 1998 : Le Testament d'Orphée, journal sonore, par Roger Pillaudin, 2 CD INA / Radio France 211788.

### Timbres-poste
- Marianne de Cocteau, 1961, dessiné par Jean Cocteau.
- Un timbre à son effigie a été émis en France en 1993 (timbre avec surtaxe, série des écrivains français)[58].

### Hommages
- La chanson Quand il est mort le poète de Gilbert Bécaud (1965) est un hommage à Jean Cocteau qui avait pris sa défense lors de critiques virulentes à l'encontre de son succès. Le poète dira de Gilbert Bécaud : « Bécaud a le courage d'être excessif — ce que si peu de gens osent — et de se montrer tel qu'il est, jusqu'au bout »[59]
- Jean Marais publie en 1987 l'ensemble des lettres que Jean Cocteau lui a écrites entre 1938 et 1963 dans un ouvrage nommé Lettres à Jean Marais pour lui rendre hommage. "Le seul défaut que j'aie pu découvrir chez Jean Cocteau c'est qu'il me voyait paré de toutes les qualités que je n'avais pas." écrit-il dans la préface.
- À Paris, le square Jean-Cocteau lui rend hommage alors que plus de 200 rues, avenues, allées (etc.) portent son nom[60]

## Lieux et musées

### Lieux décorés par Cocteau sur la Côte d'Azur
- Jean Cocteau a décoré la salle des mariages et le bureau du maire de l’hôtel de ville de Menton.
- Il a dessiné et peint les murs de la villa Santo Sospir à Saint-Jean-Cap-Ferrat dans laquelle il a aussi réalisé des mosaïques et une tapisserie[61].
- Il a peint des fresques dans la chapelle Saint-Pierre de Villefranche-sur-Mer.
- Il a décoré l'orchestra du théâtre en plein air de Cap d'Ail[62].
- On peut voir des mosaïques et des fresques dans la chapelle Notre-Dame de Jérusalem à Fréjus réalisées par Édouard Dermit d'après les croquis de Cocteau.

### Milly-la-Forêt
- La Maison Jean-Cocteau est un musée ouvert en 2010 présentant la vie de Jean Cocteau à travers son ancienne demeure.
- Chapelle Saint-Blaise-des-Simples de Milly-la-Forêt, où se trouve sa tombe.

### Musées de Menton
- Le musée Jean Cocteau collection Séverin Wunderman : une donation de 1 800 œuvres[63] a été offerte à la Ville de Menton par ce collectionneur belge vivant à Los Angeles. Ce musée, inauguré en novembre 2011, devient ainsi la première et la plus importante ressource publique mondiale sur l’œuvre de Jean Cocteau.
- Menton abrite aussi un autre musée Jean Cocteau dit musée du Bastion conservant des œuvres de la période 1950 à 1963[64].

### Église Saint-Maximin de Metz: les vitraux
L'œuvre vitrailliste réalisée par Jean Cocteau pour l'église Saint-Maximin de Metz constitue son dernier grand chef-d’œuvre achevé pour l'essentiel à titre posthume. Edouard Dermit, son fils adoptif, veillera à la pleine exécution du projet dessiné par Jean Cocteau. Il sera aidé dans cette tâche par Jean Dedieu qui fut le cartonnier et réalisera à ce titre les différentes maquettes à partir des dessins de Cocteau pour les proposer aux maîtres verriers.
Trois idées majeures permettent de caractériser l'originalité de son travail sur les vitraux : une œuvre-témoin de l'art du XXe siècle, une œuvre novatrice et prophétique et enfin une œuvre célébrant l'immortalité et l'au-delà. C'est la première fois aussi qu'il développe de manière appuyée la figure de l'androgyne dans le vitrail central de l'abside (le vitrail de l'homme aux bras levés).
Ses rapports avec l'alchimie semblent également établis ainsi que son goût pour le biomorphisme et le totémisme dans la représentation de l'univers africain du transept sud (la baie du transept sud).
Sur le thème de l'immortalité développé dans les 24 baies de cette petite église paroissiale, il n'a cessé d'utiliser la mythologie et notamment le personnage d'Orphée pour faire revenir à la vie les êtres chers et les rendre même immortels.
Il reste fidèle au film Orphée de 1950 où il proclame : « l'homme est sauvé, la Mort meurt, c'est le mythe de l'immortalité ».

### Église Notre-Dame-de-France à Londres
Fin 1959, trois ans avant sa mort, Jean Cocteau, à l'invitation de l'ambassadeur de France, a réalisé dans l’Église Notre-Dame-de-France à Londres, dans le quartier de Soho, proche de Leicester Square, une fresque dans la chapelle de la Vierge, entre le 3 et le 11 novembre 1959. Elle se compose de trois panneaux : l’Annonciation, la Crucifixion et l’Assomption.

### Le Studio 28 à Paris
En 1951, Cocteau dessina les lustres qui décorent la salle du Studio 28 situé 10, Rue Tholozé (18e arrondissement).

## Distinctions
En 1955, Cocteau était membre de l'Académie française et de l'Académie royale de langue et de littérature françaises de Belgique.
En 1956, Cocteau a été promu au grade de Docteur ès lettres honoris causa par l’Université d’Oxford.
Cocteau fut commandeur de l'ordre national de la Légion d'honneur, membre de l'Académie Mallarmé, de l'Académie allemande pour la langue et la littérature, de l'Académie américaine des arts et des lettres, de la Mark Twain Academy, président d'honneur du Festival du film de Cannes, président d'honneur du Ciné-club de Nice, président d'honneur de l'Association France-Hongrie, président de l'Académie du jazz et de l'Académie du disque.

## Iconographie
Le musée Carnavalet à Paris conserve un portrait en pied de Jean Cocteau par Jacques-Emile Blanche, daté de 1913. Cette toile a été offerte au musée par Georges Mevil-Blanche en 1949.
En 1963, Arno Breker sculpte le buste en bronze de Cocteau qui orne sa tombe à Milly-la-Forêt. À la même époque, il a également modelé une statue et moulé les mains du poète.
En 1989, à l'occasion du centenaire de sa naissance, l'hôtel Welcome à Villefranche-sur-Mer où descendait Cocteau, et les restaurateurs, commandent au sculpteur Cyril de La Patellière un buste en bronze représentant Jean Cocteau. Placé face à l'hôtel, à côté de la chapelle Saint-Pierre sur le port, sur le haut d'une ancienne pierre taillée en guise de socle et provenant de la citadelle de Villefranche, ce buste a été inauguré le 5 juillet 1989 en présence du sculpteur, d'Édouard Dermit, de Jean Marais, de Charles Minetti (commanditaire du projet), du directeur de l'hôtel Welcome. Sur le socle est écrite cette phrase du poète : « Quand je vois Villefranche, je revois ma jeunesse, fassent les hommes qu'elle ne change jamais ». Un tiré à part de ce buste par le même sculpteur se trouve au musée Cocteau de Menton (le Bastion), commandé par Hugues de La Touche, ancien conservateur des musées de Menton[réf. nécessaire]
Bande dessinée : Cocteau, l’enfant terrible - François Rivière (scénario) et Laureline Mattiussi (dessin) Éditions Casterman, 2020  (ISBN 9782203131767)

## Films documentaires sur Cocteau
- 1952 : Colette de Yannick Bellon - entretien avec Colette.
- 1962 : Jean Cocteau s'adresse à l'an 2000, document INA.
- 1964 : Portrait souvenir, document INA.
- 1983 : Jean Cocteau, autoportrait d'un inconnu, documentaire réalisé par Edgardo Cozarinsky. Montages d'archives sonores et d'archives filmées, d'extraits de films, à la quête de Jean Cocteau, du poète, du peintre, de l'homme de théâtre et de cinéma, du baladin à la fois public et secret.
- 1996 : Jean Cocteau (1889-1963), documentaire de Jacques Barsac
- 1996 : Jean Cocteau : mensonges et vérités documentaire de Noel Simsolo, 63 m.
- 2001 : Jean Cocteau, cinéaste, documentaire de François Chayé.
- 2003 : Cocteau et compagnie, documentaire réalisé par Jean-Paul Fargier.
- 2013 : Jean Cocteau, je reste avec vous, documentaire réalisé par Arnaud Xainte. Portrait d’un inclassable, à l’honneur à la Cinémathèque française à l’occasion du 50e anniversaire de sa disparition[75].
- 2013 : Cocteau - Marais, un couple mythique, documentaire réalisé par Yves Riou et Philippe Pouchain[76].
- 2016 : Cocteau - Al Brown, le poète et le boxeur, documentaire de François Lévy-Kuentz.
- 2018 : Jean Cocteau, les constellations du prince, documentaire de Dominique Eloudy-Lenys
- 2021 : Correspondances : Jean Cocteau - Pablo Picasso, documentaire de Dorothée Lachaud
- 2021 : Jean Cocteau et Jean Marais, le couple terrible de l'Occupation, émission radiophonique (54 min) de Stéphanie Duncan[77].

## Hommage cinématographique
- 2013, Opium, film réalisé par Arielle Dombasle.

## Comité Jean Cocteau
Il est présidé par Dominique Marny, petite-fille de Paul Cocteau (1881-1961), le frère aîné de Jean.